# Charlie Daniels (futbolista)
Charles John Daniels (7 de setembre de 1986) és un futbolista professional anglès que juga de defensa per l'AFC Bournemouth de la Premier League.